# Скенектади (округ)
Округ Скенектади (англ. Schenectady County) — округ штата Нью-Йорк, США. Население округа на 2000 год составляло 146 551 человек. Административный центр округа — город Скенектади.

## История
Округ Скенектади основан в 1809 году. Источник образования округа Скенектади: округ Олбани.

## География
Округ занимает площадь 543,9 км2.

## Демография
Согласно переписи населения 2000 года, в округе Скенектади проживало 146 551 человек. По оценке Бюро переписи населения США, к 2009 году население увеличилось на 3,8%, до 152 169 человек. Плотность населения составляла 279,8 человек на квадратный километр.